# Luis Ubiña
Luis Ubiña (Montevideo, 7 giugno 1940 – Montevideo, 17 luglio 2013) è stato un calciatore uruguaiano, di ruolo difensore.

## Palmarès

### Club

#### Competizioni nazionali
- Campionato uruguaiano: 4

Nacional: 1969, 1970, 1971, 1972

#### Competizioni internazionali
- Coppa Libertadores: 1

Nacional: 1971
- Coppa Intercontinentale: 1

Nacional: 1971
- Coppa Interamericana: 1

Nacional: 1971